# Ferry van der Vinne
Ferdinand (Ferry / Fer) van der Vinne (Blitar, 19 juli 1886 – Doetinchem, 15 november 1947) was een Nederlands voetballer. Hij speelde als linksbuiten voor HFC en kwam in 1906 en 1907 driemaal voor het Nederlands voetbalelftal uit waarbij hij eenmaal scoorde.
Hij werd geboren in Nederlands-Indië en kwam in 1899 met zijn familie naar Nederland. Tussen 1906 en 1909 stond hij ingeschreven in de gemeente Amsterdam. Begin 1909 keerde hij terug naar Indië. Van der Vinne huwde in 1923 met Daisy Frowein. Hij was eerste machinist van de suikerfabriek in Manishardjo. In 1932 keerde hij terug naar Nederland en vestigde zich in Den Haag. Later ging hij in Zelhem wonen. Hij overleed in 1947 op 61-jarige leeftijd in het ziekenhuis van Doetinchem.